# Campylosteira verna
Campylosteira verna, auch Frühlings-Netzwanze genannt, ist eine Art der Netzwanzen, die in Europa und in verschiedenen Mittelmeerländern weit verbreitet ist. Sie gehört zu den kleinsten mitteleuropäischen Netzwanzen.

## Merkmale
Campylosteira verna ist etwa 1,6 bis 2,3 mm lang. Sie ist braun bis rotbraun gefärbt, die Oberseite ist kahl und glänzend. Der Kopf ist etwa so lang wie breit, mit zwei kurzen Tylusdornen am Tylus oder Stirnkeil, neben der Basis der Fühler. Am trapezförmigen Pronotum fehlt der Gattung die bei den meisten Gattungen vorhandene, bläschenförmig aufgetriebene Halsblase, die den Kopf teilweise verdeckt. Das dritte Fühlerglied ist langgestreckt und schlank, fast dreimal so lang wie das, etwas breitere, vierte, es ist nicht, wie bei vielen verwandten Gattungen, mit einem breiten Saum aus abstehenden Stäbchen oder kurzen Borsten bedeckt. Die drei Kiele auf der Oberseite des Pronotum weichen nach vorn hin etwa auseinander, das verbreiterte Seitenfeld besitzt vorn zwei, nach hinten hin nur noch eine Zellen- oder Maschenreihe. Der Seitenrand des Pronotum ist in Aufsicht gerade, nicht eingebuchtet.
Meistens, wie in der Abbildung, werden brachyptere Wanzen gefunden (also mit reduzierten Hinterflügeln), nur selten haben diese Netzwanzen voll ausgebildete Flügel, sind also macropter. Bei den brachypteren Wanzen klaffen die Vorderflügel in Ruhelage an der Naht oft etwas auseinander (wie in der Abbildung erkennbar), sie greifen, wenn überhaupt, nur an der Spitze übereinander.

## Verbreitung und Lebensweise
Die Art ist in Europa verbreitet, nördlich bis England und Süd-Skandinavien, nach Süden bis in den Mittelmeerraum, nach Osten bis zum Kaukasus. Sie ist auch in Deutschland und Österreich weit verbreitet, wird jedoch wegen ihrer Kleinheit nur relativ selten gefunden. Manchmal werden Tiere dieser Art in Bodenproben in größerer Anzahl gefunden, sie können also lokal durchaus häufig sein. Sie kommen meist an trockenwarmen oder mäßig feuchten Stellen vor, soweit Moos vorhanden ist. Über die Lebensweise ist wenig bekannt, es wird vermutet, dass die Tiere an Moosen oder Flechten saugen. Die Art ist jedoch nicht immer an Moose gebunden, sie wird auch in Pflanzenstreu gefunden.
Die Wanzen überwintern als adulte Tiere (Imagines) und können deshalb schon sehr früh im Jahr gefunden werden (lateinischer Artname: "vernus" = zum Frühling gehörig), Kopula und Eiablage finden im April und Mai statt, ab Juli oder August treten neue Imagines auf.

## Taxonomie und Systematik
Die Art wurde, als Tingis verna, von Carl Fredrik Fallén aus Schweden erstbeschrieben, sie ist, per nachträglichem Beschluss der ICZN, Typusart der Gattung Campylosteira. Synonyme sind Campylosteira brachycera Fieber, 1844, Campylosteira falleni Fieber, 1844, Campylosteira sinuata Fieber, 1861. Die, von einigen Autoren unterschiedene var. latipennis Horváth, 1892 wird heute nicht mehr unterschieden. Die Gattung gehört innerhalb der Netzwanzen in die Unterfamilie Tinginae, sie umfasst, je nach taxonomischer Auffassung, gut 10 bis knapp 20 Arten. Entgegen früheren Auffassungen ist es die einzige mitteleuropäische Art der Gattung, weitere Arten sind im Mittelmeerraum zu erwarten.